# 白鵠
白鵠，三國時代的名馬，又名白鶴。為曹氏一族（曹操家族）所擁有的名馬，三國時諺曰：「憑空虛躍，曹家白鶴」。該馬雖然不見於《三國志》，但在後秦時期王嘉《拾遺記》和北宋時期《太平御覽》有記載。
曹操手下大將曹洪與曹仁，皆騎乘此種馬，征戰南北，馳聘戰場。此马行驶极快，当时曹操率部讨伐董卓，抵达汴水时，曹洪不能渡过，曹操引洪上马共同渡河成功，当时人称“乘风而行”，《拾遺記》形容人在白鵠奔馳時只聽到風聲，但聽不到腳蹄聲。